# Långtjärnen (Västra Skedvi socken, Västmanland, 661244-148587)
Långtjärnen är en sjö i Köpings kommun i Västmanland och ingår i Norrströms huvudavrinningsområde.